# Eriospermum
Eriospermum es un género con 188 especies  de plantas fanerógamas perteneciente a la familia de las ruscáceas. 

## Taxonomía
El género fue descrito por Nikolaus Joseph von Jacquin  y publicado en Species Plantarum. Editio quarta 2(1): 110. 1799.
Etimología
Eriospermum: nombre genérico que deriva del griego Erion de "lana" y sperma para "semilla".

## Especies seleccionadas
- Eriospermum abyssinicum
- Eriospermum albanense
- Eriospermum albucoides
- Eriospermum alcicorne
- Eriospermum algiferum
- Eriospermum andongense[4]